# Jean-Claude Cros
Pour les articles homonymes, voir Cros.
Pas d'image ? Cliquez ici

a Compétitions nationales et continentales officielles uniquement.

b Matchs officiels uniquement.
Jean-Claude Cros, né le 10 juin 1941 à Saint-Benoît-de-Carmaux et mort le 28 mai 2023 à Albi, est un joueur français de rugby à XV et international français de rugby à XIII évoluant au poste d'arrière dans les années 1960 et 1970.
Enfant de Carmaux, il découvre le rugby à XV au sein du club de l'US Carmaux sous la houlette de Marcel Dax jusqu'au début des années 1960. Après son service militaire, il décide en 1963 de rejoindre le code du rugby à XIII en signant pour le club du RC Albigeois, club de premier plan disputant le haut du tableau du Championnat de France. Avec ce dernier où il côtoie Michel Molinier, Honoré Conti, Roger Garrigue, Daniel Fédou et Floréal Bonet, mais il ne connaît pas la joie d'une finale d'un Championnat ou de Coupe. Il rejoint ensuite le FC Lézignan et y termine sa carrière en 1972 à la suite d'une blessure.
Ses performances remarquées en club l'amènent à être durant quatre années titulaire au poste d'arrière de l'équipe de France avec deux participations à la Coupe du monde en 1968 et 1970, il prend une part active avec Jean Capdouze et Georges Aillères au beau parcours de la sélection en 1968 les emmenant en finale, perdue contre l'Australie. Sous ce même maillot bleu, il connaît des victoires contre les meilleures sélections du monde : l'Australie, la Grande-Bretagne, la Nouvelle-Zélande, l'Angleterre et le pays de Galles.

## Biographie
Cros a joué à Albi et Lézignan. Il est également appelé en équipe de France avec laquelle il dispute la finale de la Coupe du monde 1968 perdue contre l'Australie. En 1972, Cros se retirait à cause d'une fracture à la clavicule lors d'un rencontre contre Albi.

### 1968: finaliste de la Coupe du monde
En mai-juin 1968, l’Australie et la Nouvelle-Zélande organisent la quatrième édition de la Coupe du monde de rugby à XIII, compétition créée en 1954 sous l'impulsion de l'ancien président de la fédération française Paul Barrière en invitant les trois autres nations majeures de rugby à XIII : l'Australie, la Grande-Bretagne et la Nouvelle-Zélande. Ce concept est maintenu depuis à intervalle irrégulier avec ces quatre mêmes nations. En l'absence de l'habituel titulaire Claude Mantoulan blessé en mars, Jean-Claude Cros est sélectionné au poste d'arrière par Jep Lacoste, également entraîneur du R.C. Saint-Gaudens, pour cette édition au côté de son coéquipier albigeois Michel Molinier.
Jean-Claude Cros prend part au poste d'arrière au match d'ouverture de la Coupe du monde contre la Nouvelle-Zélande le 25 mai 1968 au Carlaw Park en banlieue d'Auckland devant près de 18 000 spectateurs. L'adversaire néo-zélandais perd dès la 12e minute leur joueur Brian Lee, expulsé définitivement pour une manchette sur André Ferren, et dut évoluer en infériorité numérique toute la rencontre. Le demi français Jean Capdouze livre alors un duel de buteurs contre son homologue Ernie Wiggs avant de marquer un essai à la suite d'une relance de J.-C. Cros et d'une percée de Jean-Pierre Lecompte épaulé par Michel Molinier pour emmener J. Capdouze à marquer entre les poteaux. Dès lors, malgré une supériorité en mêlée fermée des Néo-Zélandais, la France conserve son avance jusqu'à la fin du match pour s'imposer 15-10.
La seconde rencontre face à la Grande-Bretagne s'avère être décisive pour une place en finale à la suite de la défaite de cette dernière face au grand favori australien. Programmée en Nouvelle-Zélande, les deux équipes s'affrontent le 1er juin 1968 au Carlaw Park devant près de 15 000 spectateurs. Un temps pluvieux sévit sur la pelouse qui rend impossible la tenue d'un jeu ordonné. Devant cette difficulté, les Britanniques mènent 2-0 à la mi-temps sur une pénalité de Bev Risman. Mais la seconde mi-temps tourne à l'avantage des Français forts d'un pack d'avants dominant et du jeu au pied de J. Capdouze, Roger Garrigue et Jean-Pierre Clar, ils parviennent à s'imposer sur un essai de Jean-René Ledru pour porter le score final à 7-2. La France se qualifie pour la finale pour la seconde fois de son histoire après l'édition de 1954.
Composition de l'équipe de France :
Pour la troisième rencontre de poule, la France va sur les terres australiennes après deux rencontres en Nouvelle-Zélande, celle-ci oppose les deux équipes qualifiées pour la finale le 8 juin 1968, la France et l'Australie. Afin de mieux préparer la finale qui se déroule deux jours après cette rencontre joué au Lang Park de Brisbane, les deux équipes font tourner leurs effectifs, mais J.-C. Cros tient sa place au poste d'arrière. Ce match s'achève sur un score sévère pour la France qui est nettement battue 37-4 et amène l'Australie à se poser comme le grand favori de la finale,.
J.-C. Cros se trouve dans le treize titulaire pour cette finale qui se déroule le 10 juin 1968 au Sydney Cricket Ground devant près de 54 000 spectateurs. Dans un stade acquis à sa cause, l'Australie, dirigée par la charnière Billy Smith et Bob Fulton, réalise une haute performance en dominant l'équipe de France grâce à un jeu varié, dynamique et une domination territoriale. Les Français subissent le jeu australien malgré la vaillance de sa défense. Battue 20-2, J.-C. Cros et la France terminent ainsi vice-champions du monde et espère entrevoir par cet exploit la volonté d'un renouveau du rugby à XIII dans son pays.

### Mort
Jean-Claude Cros meurt le 28 mai 2023 à Albi,,.

## Palmarès

### Rugby à XV

#### Statistiques en club
| Saison    | Saison     | Championnat           | Championnat    |
| Saison    | Saison     | Comp.                 | Class.         |
| --------- | ---------- | --------------------- | -------------- |
| 1960-1961 | US Carmaux | Championnat de France | Phase de poule |
| 1961-1962 | US Carmaux | Championnat de France | Phase de poule |
| 1962-1963 | US Carmaux | Championnat de France | Phase de poule |

### Rugby à XIII
- Collectif :
  - Finaliste de la Coupe du monde : 1968 (France).

#### Coupe du monde
| Édition         | Rang      | Résultats France | Résultats Cros | Matchs Cros |
| --------------- | --------- | ---------------- | -------------- | ----------- |
| Australie 1968  | Finaliste | 2 v, 0 n, 2 d    | 2 v, 0 n, 2 d  | 4/4         |
| Angleterre 1970 | Troisième | 1 v, 0 n, 2 d    | 1 v, 0 n, 2 d  | 3/3         |

Légende : v = victoire ; n = match nul ; d = défaite.

#### Détails en sélection
| Matchs internationaux de Jean-Pierre Cros | Matchs internationaux de Jean-Pierre Cros | Matchs internationaux de Jean-Pierre Cros | Matchs internationaux de Jean-Pierre Cros | Matchs internationaux de Jean-Pierre Cros | Matchs internationaux de Jean-Pierre Cros | Matchs internationaux de Jean-Pierre Cros | Matchs internationaux de Jean-Pierre Cros | Matchs internationaux de Jean-Pierre Cros | Matchs internationaux de Jean-Pierre Cros | Matchs internationaux de Jean-Pierre Cros | Matchs internationaux de Jean-Pierre Cros |
|                                           | Date                                      | Adversaire                                | Résultat                                  | Compétition                               | Poste                                     | Points                                    | Essais                                    | Pen.                                      | Drops                                     |                                           |                                           |
| ----------------------------------------- | ----------------------------------------- | ----------------------------------------- | ----------------------------------------- | ----------------------------------------- | ----------------------------------------- | ----------------------------------------- | ----------------------------------------- | ----------------------------------------- | ----------------------------------------- | ----------------------------------------- | ----------------------------------------- |
| sous les couleurs de la France            |                                           |                                           |                                           |                                           |                                           |                                           |                                           |                                           |                                           |                                           |                                           |
| 1.                                        | 25 mai 1968                               | Nouvelle-Zélande                          | 15-10                                     | Coupe du monde                            | Arrière                                   | -                                         | -                                         | -                                         | -                                         |                                           |                                           |
| 2.                                        | 2 juin 1968                               | Grande-Bretagne                           | 7-2                                       | Coupe du monde                            | Arrière                                   | -                                         | -                                         | -                                         | -                                         |                                           |                                           |
| 3.                                        | 8 juin 1968                               | Australie                                 | 4-37                                      | Coupe du monde                            | Arrière                                   | -                                         | -                                         | -                                         | -                                         |                                           |                                           |
| 4.                                        | 10 juin 1968                              | Australie                                 | 2-20                                      | Coupe du monde                            | Arrière                                   | -                                         | -                                         | -                                         | -                                         |                                           |                                           |
| 5.                                        | 2 février 1969                            | Grande-Bretagne                           | 13-9                                      | Test-match                                | Arrière                                   | -                                         | -                                         | -                                         | -                                         |                                           |                                           |
| 6.                                        | 9 mars 1969                               | Pays de Galles                            | 17-13                                     | Test-match                                | Arrière                                   | -                                         | -                                         | -                                         | -                                         |                                           |                                           |
| 7.                                        | 23 octobre 1969                           | Pays de Galles                            | 8-2                                       | Coupe d'Europe                            | Arrière                                   | -                                         | -                                         | -                                         | -                                         |                                           |                                           |
| 8.                                        | 25 octobre 1969                           | Angleterre                                | 11-11                                     | Coupe d'Europe                            | Arrière                                   | -                                         | -                                         | -                                         | -                                         |                                           |                                           |
| 9.                                        | 25 janvier 1970                           | Pays de Galles                            | 11-15                                     | Coupe d'Europe                            | Arrière                                   | -                                         | -                                         | -                                         | -                                         |                                           |                                           |
| 10.                                       | 15 mars 1970                              | Angleterre                                | 14-9                                      | Coupe d'Europe                            | Arrière                                   | -                                         | -                                         | -                                         | -                                         |                                           |                                           |
| 11.                                       | 25 octobre 1970                           | Nouvelle-Zélande                          | 15-16                                     | Coupe du monde                            | Arrière                                   | -                                         | -                                         | -                                         | -                                         |                                           |                                           |
| 12.                                       | 28 octobre 1970                           | Grande-Bretagne                           | 0-6                                       | Coupe du monde                            | Arrière                                   | -                                         | -                                         | -                                         | -                                         |                                           |                                           |
| 13.                                       | 1er novembre 1970                         | Australie                                 | 17-15                                     | Coupe du monde                            | Arrière                                   | -                                         | -                                         | -                                         | -                                         |                                           |                                           |
| 14.                                       | 11 novembre 1970                          | Australie                                 | 4-7                                       | Test-match                                | Arrière                                   | -                                         | -                                         | -                                         | -                                         |                                           |                                           |
| 15.                                       | 7 février 1971                            | Grande-Bretagne                           | 16-8                                      | Test-match                                | Arrière                                   | -                                         | -                                         | -                                         | -                                         |                                           |                                           |
| 16.                                       | 17 mars 1971                              | Grande-Bretagne                           | 2-24                                      | Test-match                                | Arrière                                   | -                                         | -                                         | -                                         | -                                         |                                           |                                           |
| 17.                                       | 11 novembre 1971                          | Nouvelle-Zélande                          | 11-27                                     | Test-match                                | Arrière                                   | -                                         | -                                         | -                                         | -                                         |                                           |                                           |
| 18.                                       | 28 novembre 1971                          | Nouvelle-Zélande                          | 3-3                                       | Test-match                                | Arrière                                   | -                                         | -                                         | -                                         | -                                         |                                           |                                           |

#### Statistiques en club
| Saison    | Saison       | Championnat           | Championnat | Coupe           | Coupe      | Sélection | Sélection | Sélection | Sélection | Sélection | Sélection | Sélection |
| Saison    | Saison       | Comp.                 | Class.      | Comp.           | Class.     | Comp.     | M         | Pts       | Ess.      | Buts      | Dp.       |           |
| --------- | ------------ | --------------------- | ----------- | --------------- | ---------- | --------- | --------- | --------- | --------- | --------- | --------- | --------- |
| 1963-1964 | RC Albigeois | Championnat de France | 1/4 finale  | Coupe de France | 1/8 finale |           |           |           |           |           |           |           |
| 1964-1965 | RC Albigeois | Championnat de France | 1/4 finale  | Coupe de France | 1/2 finale |           |           |           |           |           |           |           |
| 1965-1966 | RC Albigeois | Championnat de France | 1/2 finale  | Coupe de France | 1/8 finale |           |           |           |           |           |           |           |
| 1966-1967 | RC Albigeois | Championnat de France | 12e         | Coupe de France | 1/4 finale |           |           |           |           |           |           |           |
| 1967-1968 | RC Albigeois | Championnat de France | Barrage     | Coupe de France | 1/8 finale | CM        | 4         | -         | -         | -         | -         |           |
| 1968-1969 | RC Albigeois | Championnat de France | Barrage     | Coupe de France | 1/8 finale |           | 2         | -         | -         | -         | -         |           |
| 1969-1970 | RC Albigeois | Championnat de France | 1/4 finale  | Coupe de France | 1/8 finale | CE        | 4         | -         | -         | -         | -         |           |
| 1970-1971 | RC Albigeois | Championnat de France | 12e         | Coupe de France | 1/8 finale | CM        | 6         | -         | -         | -         | -         |           |
| 1971-1972 | FC Lézignan  | Championnat de France | 1/4 finale  | Coupe de France | 1/4 finale |           | 2         | -         | -         | -         | -         |           |